# 何定华
何定华（1908年8月—2001年），原名方天逸，学名方瀚，化名田静、方沛、林渊等，男，湖北蕲州人，生于广东广州，中华人民共和国政治人物，曾任湖北省政协副主席。

## 家庭
二弟方载阳，四弟方敏，妹妹方如蕙、妹夫张治平。